# Input-output model
Input-output modely jsou kvantitativní ekonomické modely postavené na analýze provázanosti jednotlivých sektorů v ekonomice. Hlavním autorem tzv. input-output analýzy je americký ekonom Wassily Leontief, který za svou práci obdržel v roce 1973 Nobelovu cenu za ekonomii.
Již v 18. století podobný přístup (tzv. Tableau économique) rozpracoval francouzský fyzik a ekonom Francois Quesnay. Dalším předchůdcem Leontieva byl Léon Walras a jeho práce na teorii všeobecné rovnováhy v ekonomice.
Input-output modely byly populární v centrálně plánovaných ekonomikách bývalého sovětského bloku, neboť umožňovaly plánovat vývoj transakcí a tím i výroby v ekonomice. V současné době se používá například v ekologické ekonomii za účelem mapování biofyzikálních dopadů ekonomické činnosti. Kromě analýzy finančních toků v ekonomice umožňují současné databáze (například EXIOBASE) i analýzu energetických a materiálových průtoků ekonomikou.